# Hawes
Hawes è un paese di 1 137 abitanti della contea del North Yorkshire, in Inghilterra.